# (34650) 2000 WK108
2000 WK108 (asteroide 34650) é um asteroide da cintura principal. Possui uma excentricidade de 0.07439520 e uma inclinação de 6.07084º.
Este asteroide foi descoberto no dia 20 de novembro de 2000 por LINEAR em Socorro.